# Popillia limbatipennis
Popillia limbatipennis är en skalbaggsart som beskrevs av Lin 1988. Popillia limbatipennis ingår i släktet Popillia och familjen Rutelidae. Inga underarter finns listade i Catalogue of Life.